# Xavier Gillot
Pour les articles homonymes, voir Gillot.
Xavier Gillot (né le 22 décembre 1909 à Autun (Saône-et-Loire), mort le 10 juin 1996 à Epieds-en-Beauce (Loiret), est un médecin militaire, officier du corps de santé des troupes coloniales françaises, compagnon de la Libération (décret du 17 novembre 1945) au titre de son action dans la France libre.

## Jeunesse et formation
Il est le fils d'un avoué. Il entre en cours d’études à l'école de Santé navale à Bordeaux en 1930, puis suit les cours de l’École du Pharo et devient médecin du Corps de santé des troupes coloniales. Xavier Gillot est d’abord affecté au Laos comme médecin lieutenant d’un groupe sanitaire mobile du 11e régiment d’infanterie coloniale.

## Seconde guerre mondiale
En 1939 il sert au 203e régiment d’artillerie coloniale pendant les premiers mois de la drôle de guerre puis est affecté en Afrique équatoriale française (AEF) à Alima-Likouala-Mossaka comme médecin-chef du Groupe sanitaire mobile no 1 du Moyen Congo formation spécialisée de lutte contre la maladie du sommeil.
Engagé dans les Forces françaises libres le 28 août 1940, à Brazzaville, il est un des premiers médecins d'AEF à se rallier au mouvement de la France libre.
Il est affecté en novembre 1942 au Régiment de tirailleurs sénégalais du Tchad (RTST) à Fort-Lamy au Tchad et prend part avec la colonne Leclerc aux campagnes du Fezzan, de Tripolitaine et de Tunisie. Xavier Gillot participe à la formation de la 2e division blindée, toujours sous les ordres de Leclerc, au Maroc, mettant sur pied la 2e Compagnie du 13e Bataillon médical.
Il s'illustre au cours de la campagne de France ; le 9 août 1944 à Saint-James dans la Manche, il est blessé à la jambe par un éclat de bombe d'avion et refuse de se laisser évacuer. Il prend part aux opérations du 10 au 18 août, faisant preuve de sang-froid et mépris du danger. S'ensuivent les combats du Mans, d'Alençon, de Carrouges et Longjumeau, la libération de Paris et les combats du Bourget. En septembre 1944, il participe à la campagne des Vosges puis à la libération de Strasbourg. Pendant la campagne, il obtient un rendement maximum de ses sections de ramassage et de traitement se tenant avec les éléments de tête. Il poursuit son action jusqu'à Berchtesgaden en mai 1945.

## Après-guerre
De 1946 à 1949, Xavier Gillot est directeur adjoint du Service d'Hygiène mobile de Yaoundé puis médecin-chef de la Région de l'Adamaoua (Cameroun). De 1950 à 1953, il est médecin-chef du Service de Santé de Port-Vila (Nouvelles-Hébrides). Il prend sa retraite en 1954. Médecin colonel de réserve, il exerce ensuite comme médecin de campagne jusqu'en 1976.
Xavier Gillot meurt le 10 juin 1996 à Epieds-en-Beauce dans le Loiret où il est inhumé.

## Décorations
- Officier de la Légion d'honneur
- Compagnon de la Libération par décret du 17 novembre 1945[1]
- Croix de guerre 1939–1945 (3 citations)
- Médaille de la Résistance française par décret du 24 avril 1946[4]
- Croix du combattant volontaire de la guerre de 1939–1945
- Médaille coloniale avec agrafes "Fezzan", "Tripolitaine", "Tunisie"
- Insigne des blessés militaires
- Médaille commémorative des services volontaires dans la France libre
- Médaille commémorative française de la guerre 1939–1945
- Presidential Unit Citation (USA)